# Рогун-Кажа
Рогун-Кажа (чечен. РогӀа-КӀажа) — село в Ножай-Юртовском районе Чеченской Республики. Административный центр Рогун-Кажинского сельского поселения.

## География
Село расположено на правом берегу реки Ямансу, в к юго-западу от районного центра — Ножай-Юрт.
Ближайшие населённые пункты: на севере — село Айти-Мохк, на северо-востоке — село Ножай-Юрт, на востоке — село Чурч-Ирзу, на юго-востоке — село Мехкешты, на юго-западе — село Бильты, на западе — село Ишхой-Хутор и на северо-западе — село Совраги.

## История
Селение было основано в 1708 году.
На карте 1995 года Рогун-Кажа обозначен как Бильтой-Юрт (нежил.); билтой — один из чеченских тайпов.

## Население
| 1990 | 2002 | 2010 |
| ---- | ---- | ---- |
| 454  | ↘338 | ↗367 |

## Образование
- Рогун-Кажайская муниципальная средняя общеобразовательная школа[8].